# 尻もち事故

日本航空123便墜落事故の航空機が以前に起こした尻もち事故の想像図

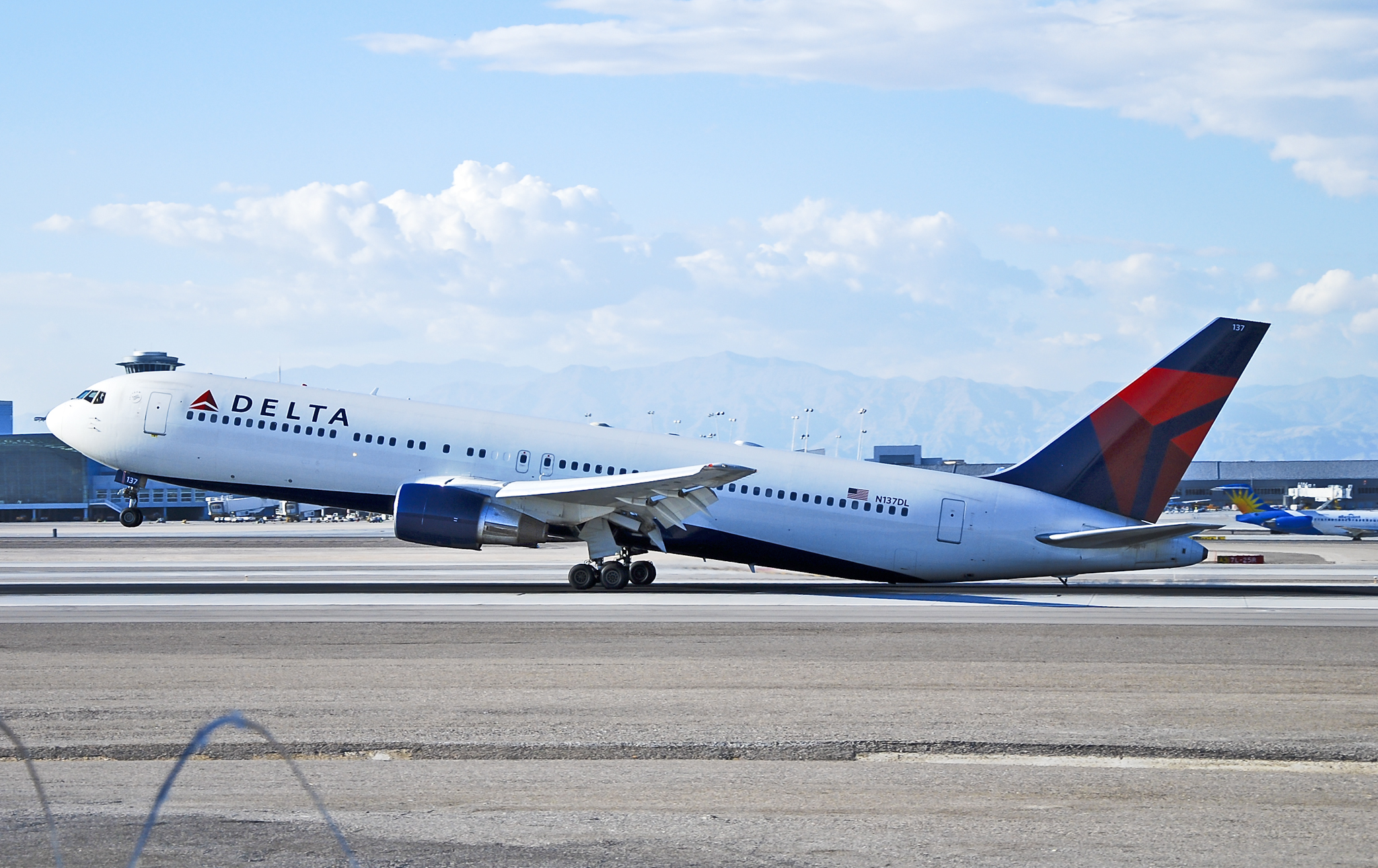
テールストライクの瞬間

尻もち事故（しりもちじこ）とは、航空機が離陸時や着陸時に後方部分を滑走路等に接触させる事故。テールストライク（英：Tailstrike）ともいい、国土交通省運輸安全委員会の事故報告書ではこの呼び方が使用されている。テールスキッドを装着することで、航空機への破損を防止する効果がある。

## 主な尻もち事故
離陸時や着陸時に起きた事故
- エミレーツ航空407便事故（英語版）
- テネリフェ空港ジャンボ機衝突事故（KLM4805便）[2]
- 日本航空115便しりもち事故
- シンガポール航空286便[3]
- ベック・エア2100便墜落事故
- チャイナエアライン009便

尻もち事故後の不適切な整備によって起きた事故
- 日本航空123便墜落事故
- チャイナエアライン611便空中分解事故